# 3.000 metres
|  | Per a altres significats, vegeu «3000 metres obstacles». |

Els 3000 metres llisos són una prova de mig fons d'atletisme. En la seva modalitat masculina mai han format part del programa dels Jocs Olímpics ni dels Campionats mundials d'atletisme.
En la modalitat femenina, per contra, aquesta prova va debutar als Jocs Olímpics de 1984 a Los Angeles per a desaparèixer el 1996 a Atlanta en ser substituïda per la prova dels 5000 metres llisos. Igualment, als campionats mundials d'atletisme aquest esdeveniment només es va celebrar en les quatre primeres edicions fins que, en l'edició celebrada a Göteborg el 1995, van ser també substituïts per la prova dels 5000 metres llisos.

## Rècords
- actualitzat a 27 d'abril de 2020[1][2]

| Àrea                                 | Homes      | Homes             | Homes        | Dones       | Dones            | Dones           |
| Àrea                                 | Temps (s)  | Atleta            | País         | Temps (s)   | Atleta           | País            |
| ------------------------------------ | ---------- | ----------------- | ------------ | ----------- | ---------------- | --------------- |
| Àfrica                               | 7:20.67 WR | Daniel Komen      | Kenya        | 8:16.60 (i) | Genzebe Dibaba   | Etiòpia         |
| Amèrica del Nord, Central i el Carib | 7:29.00    | Bernard Lagat     | Estats Units | 8:25.63     | Mary Slaney      | Estats Units    |
| Amèrica del Sud                      | 1:41.77    | Joaquim Cruz      | Brasil       | 9:02.37     | Delirde Bernardi | Brasil          |
| Àsia                                 | 7:30.76"   | Jamal Bilal Salem | Qatar        | 8:06.11 WR  | Wang Junxia      | R.P. de la Xina |
| Europa                               | 7:26.62    | Mohammed Mourhit  | Bèlgica      | 8:18.49     | Sifan Hassan     | Països Baixos   |
| Oceania                              | 7:39.70    | Craig Mottram     | Austràlia    | 8:35.31     | Kimberley Smith  | Nova Zelanda    |

## Millors marques mundials
- actualitzat a 28 d'abril de 2020[3][4]

### Homes
| Ranking | Marca   | Atleta                   | Data                  | Lloc        | Ref. |
| ------- | ------- | ------------------------ | --------------------- | ----------- | ---- |
| 1       | 7:20.67 | Daniel Komen (KEN)       | 1 de setembre de 1996 | Rieti       |      |
| 2       | 7:23.09 | Hicham El Guerrouj (MAR) | 3 de setembre de 1999 | Brussel·les |      |
| 3       | 7:25.02 | Ali Saïdi-Sief (ALG)     | 18 d'agost de 2000    | Mònaco      |      |
| 4       | 7:25.09 | Haile Gebrselassie (ETH) | 28 d'agost de 1998    | Brussel·les |      |
| 5       | 7:25.11 | Noureddine Morceli (ALG) | 2 d'agost de 1994     | Mònaco      |      |
| 6       | 7:25.79 | Kenenisa Bekele (ETH)    | 7 d'agost de 2007     | Estocolm    |      |
| 7       | 7:26.62 | Mohammed Mourhit (BEL)   | 18 d'agost de 2000    | Mònaco      |      |
| 8       | 7:27.18 | Moses Kiptanui (KEN)     | 25 de juliol de 1995  | Mònaco      |      |
| 9       | 7:27.26 | Yenew Alamirew (ETH)     | 6 de maig de 2011     | Doha        |      |
| 10      | 7:27.55 | Edwin Soi (KEN)          | 6 de maig de 2011     | Doha        |      |

### Dones
| Ranking | Marca   | Atleta                        | Data                   | Lloc     | Ref.  |
| ------- | ------- | ----------------------------- | ---------------------- | -------- | ----- |
| 1       | 8:06.11 | Wang Junxia (CHN)             | 13 de setembre de 1993 | Beijing  |       |
| 2       | 8:12.18 | Qu Yunxia (CHN)               | 13 de setembre de 1993 | Beijing  |       |
| 3       | 8:16.50 | Zhang Linli (CHN)             | 13 de setembre de 1993 | Beijing  |       |
| 4       | 8:18.49 | Sifan Hassan (NED)            | 30 de juny de 2019     | Stanford | [ 5 ] |
| 5       | 8:19.78 | Ma Liyan (CHN)                | 12 de setembre de 1993 | Beijing  |       |
| 6       | 8:20.07 | Konstanze Klosterhalfen (GER) | 30 de juny de 2019     | Stanford | [ 5 ] |
| 7       | 8:20.27 | Letesenbet Gidey (ETH)        | 30 de juny de 2019     | Stanford | [ 5 ] |
| 8       | 8:20.68 | Hellen Onsando Obiri (KEN)    | 9 de maig de 2014      | Doha     |       |
| 9       | 8:21.14 | Mercy Cherono (KEN)           | 9 de maig de 2014      | Doha     |       |
| 10      | 8:21.29 | Genzebe Dibaba (ETH)          | 30 de juny de 2019     | Stanford | [ 5 ] |

## Campions olímpics
| Edició                   | Or                | Plata             | Bronze          |
| 1984 Los Angeles detalls | Maricica Puica    | Wendy Smith-Sly   | Lynn Williams   |
| 1988 Seül detalls        | Tetiana Samolenko | Paula Ivan        | Yvonne Murray   |
| 1992 Barcelona detalls   | Ielena Romànova   | Tetiana Samolenko | Angela Chalmers |

## Campions mundials
| Championships  | Or                       | Plata                 | Bronze                            |
| Helsinki 1983  | Mary Decker (USA)        | Brigitte Kraus (FRG)  | Tatyana Kovalenko-Kazankina (URS) |
| Roma 1987      | Tetyana Samolenko (URS)  | Maricica Puică (ROU)  | Ulrike Bruns (GDR)                |
| Tokyo 1991     | Tetyana Dorovskikh (URS) | Yelena Romanova (URS) | Susan Sirma (KEN)                 |
| Stuttgart 1993 | Qu Yunxia (CHN)          | Zhang Linli (CHN)     | Zhang Lirong (CHN)                |